# Kócsi prefektúra
Kócsi prefektúra  (高知県; Hepburn: Kōchi-ken) Japán egyik prefektúrája Sikoku déli partján. A székhelye Kócsi.

## Történelme
A Meidzsi-restauráció előtt Kócsit Tosza tartományként ismerték, a Csószokabe klán irányította a Hadakozó fejedelemségek korszakában és a Jamaucsi család  az Edó korban.

## Földrajz
A Kócsi prefektúra Sikoku sziget délnyugati részeit foglalja magába, a Csendes-óceánra nézve. Sikoku négy prefektúrája közül ez a legnagyobb, de a legkevésbé lakott. A tartomány nagy része hegyvidéki, és csak kevés része körül van partvidék, mint például Kócsi és Nakamura körül. Kócsi híres a sok folyójáról. A Tosza-csói Inamura-hegynek van a legmagasabb csúcsa a Kócsi prefektúrában, 1506 méterrel a tengerszint felett. 
2012. április 1-től, a prefektúra teljes területének 7%-át nemzeti parkká jelölték ki, név szerint az Asizuri-Uvakai Nemzeti Park, Isizucsi, Muroto-Anan Kaigan és Curugiszan gyakorlatbani nemzeti parkok; és további 18 prefektúrális természetes park. .

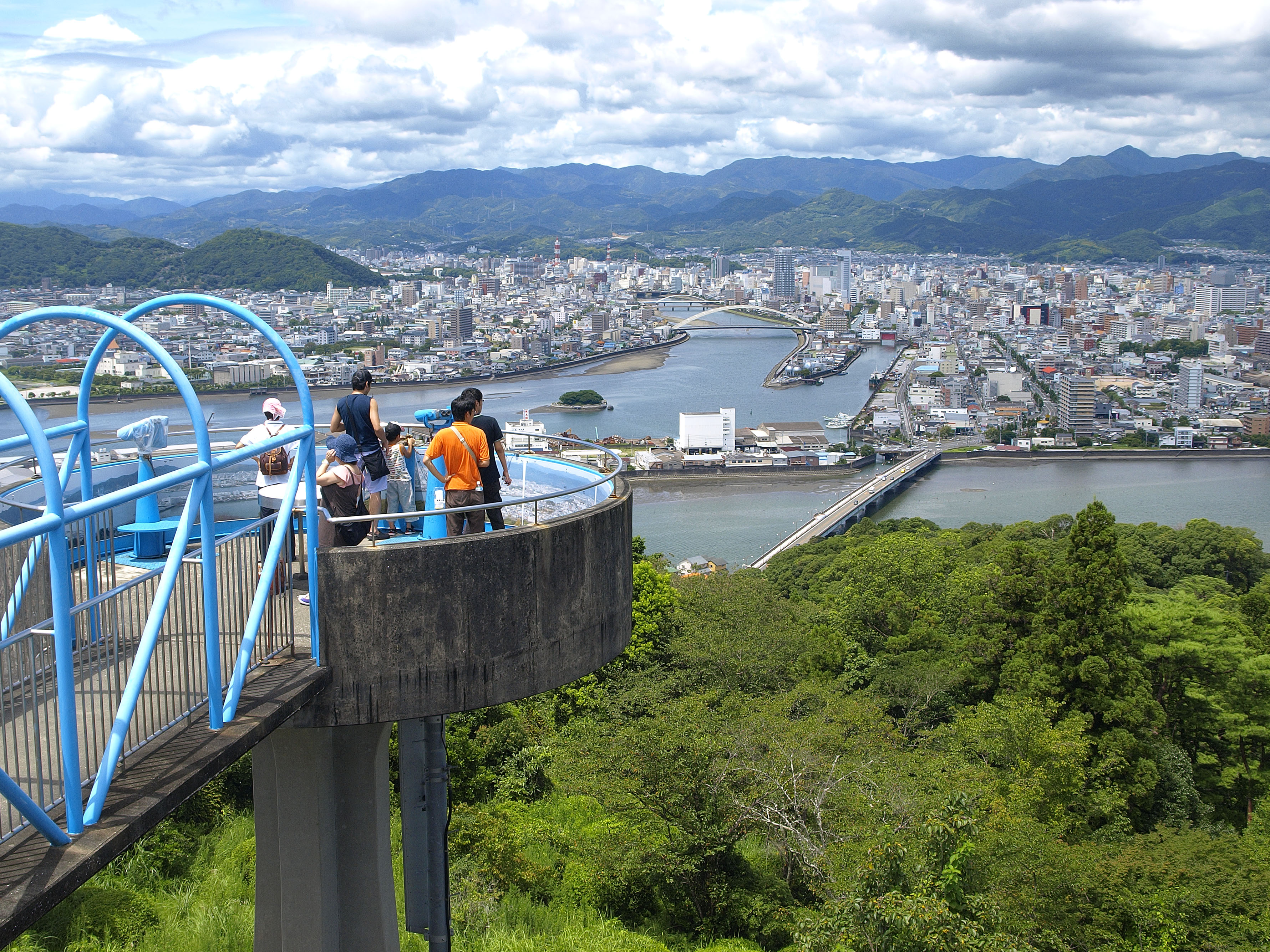
Kócsi város

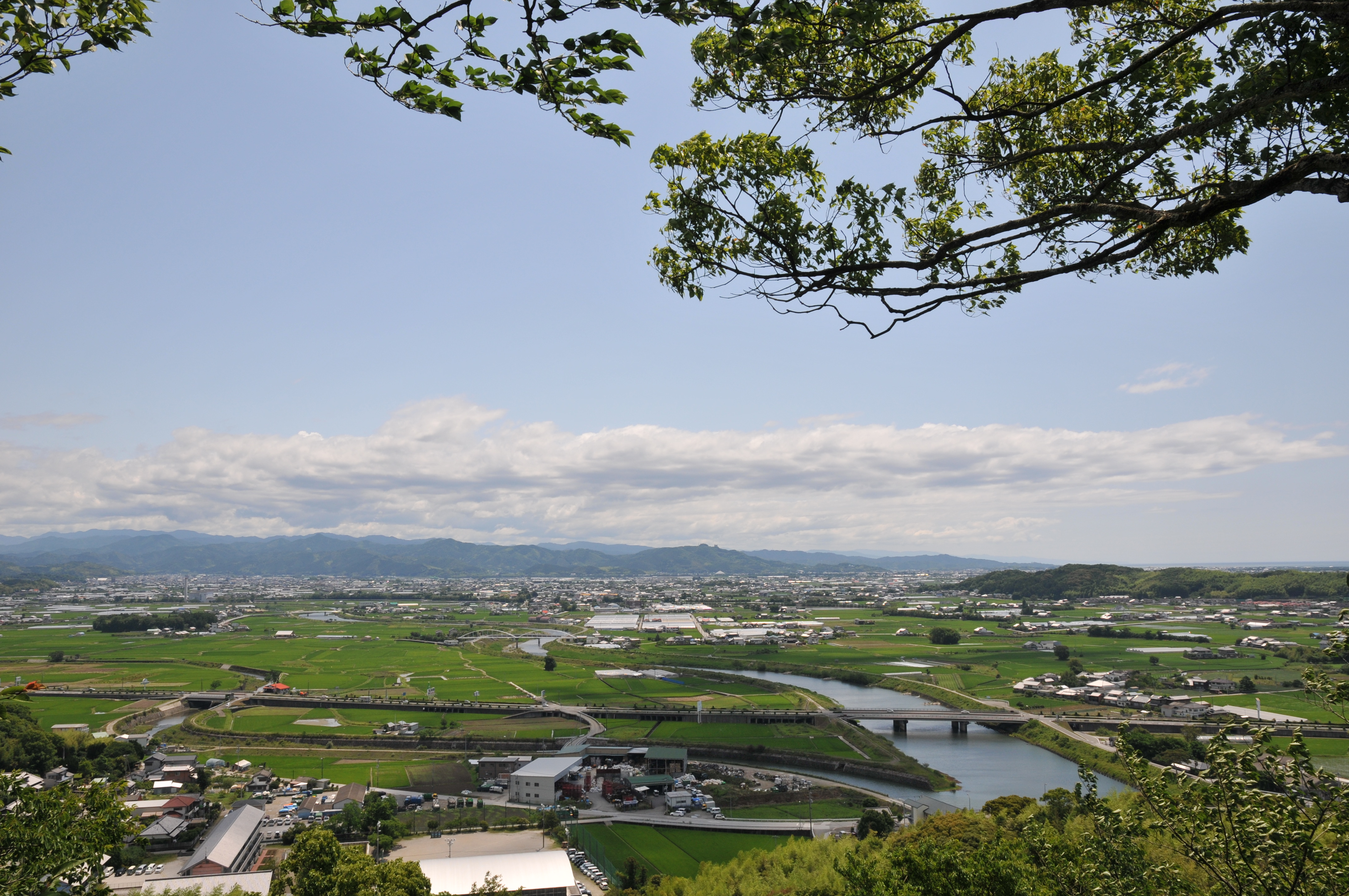
Nankoku

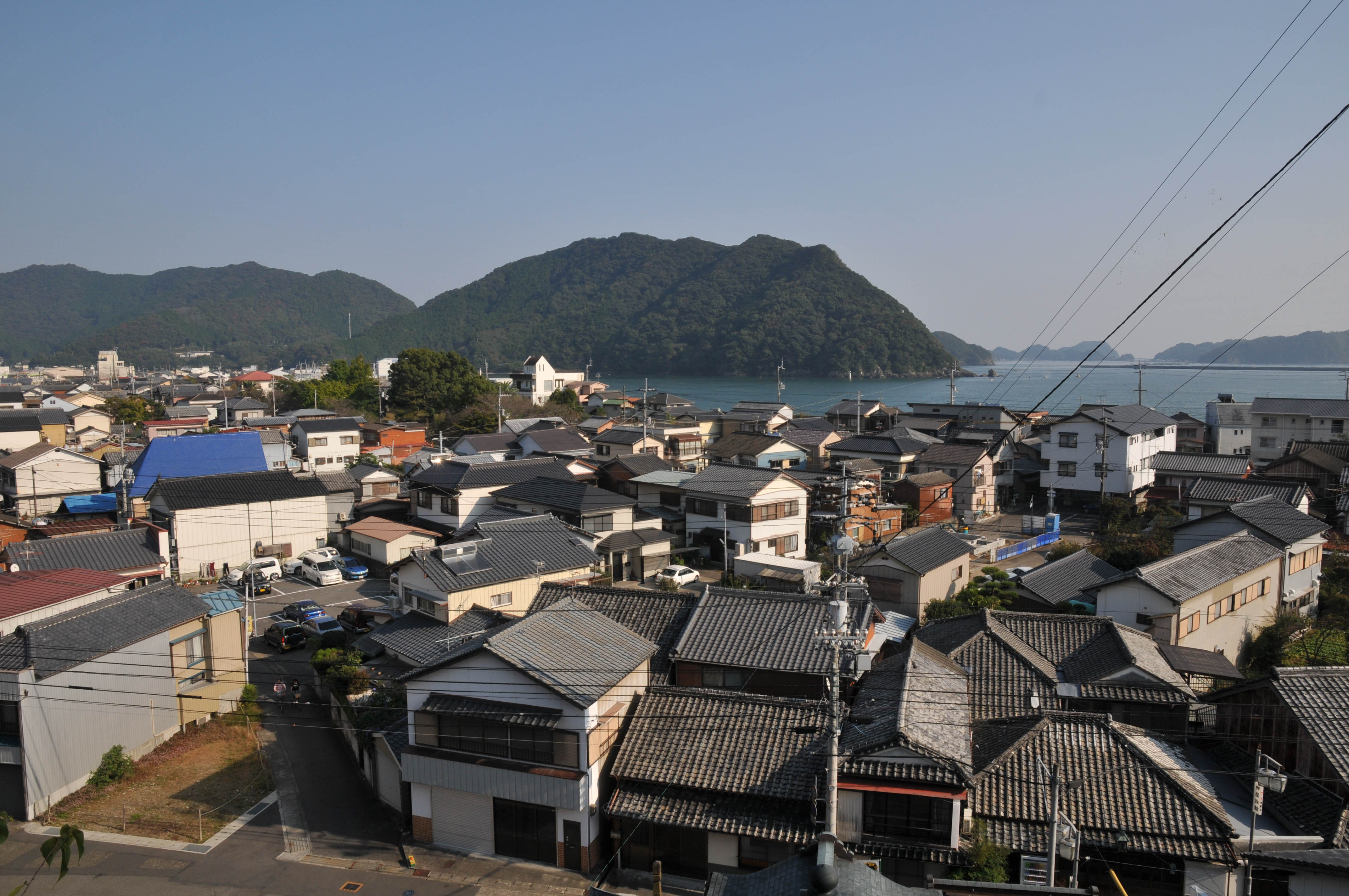
Susaki

### Városok

Térkép a Kócsi Prefektúráról

11 város található Kócsi Preketúrában:
| - Aki - Kami - Kócsi (főváros) - Kónan | - Muroto - Nankoku - Simanto - Szukumo | - Szuszaki - Tosza - Toszasimizu |

### Kisvárosok és falvak
Ezek a városok és falvak körzetenként:
| - Agava körzet - Ino - Nijodogava - Aki körzet - Geiszei - Kitagava - Nahari - Tano - Tójó - Umadzsi - Jaszuda | - Hata körzet - Kurosio - Mihara - Ócuki - Nagaoka körzet - Motojama - Ótojo | - Takaoka körzet - Hidaka - Nakatosza - Ocsi - Szakava - Simanto - Cuno - Juszuhara - Tosza körzet - Ókava - Tosza |

## Turisztikai látványosságok
- Kócsi Vár, egyike Japán eredeti 12 várának
- Kacurahama
- Rjugado barlang, egyike Japán legjobb 3 barlangjának
- Simanto Folyó, az egyetlen folyó Japánban, amin nincs gát
- Godaiszan
- Anpanman Múzeum

## Média
A 2013-as Hospitality Department (japánul: Kencho Omotenashi Ka) filmet Kócsiban forgatták.

## Sportok
Ezek a sportegyesületek találhatók meg Kócsiban. 

### Baseball
- Kōchi Fighting Dogs

### Futball
- Nangoku Kōchi F.C.

## Fordítás
- Ez a szócikk részben vagy egészben  a   Kōchi Prefecture című angol Wikipédia-szócikk fordításán alapul.  Az eredeti cikk szerkesztőit annak laptörténete sorolja fel. Ez a jelzés csupán a megfogalmazás eredetét és a szerzői jogokat jelzi, nem szolgál a cikkben szereplő információk forrásmegjelöléseként.